# 小行星2993
小行星2993（2993 Wendy）是一颗围绕太阳公转的小行星。1970年8月4日，珀斯天文台在珀斯天文台发现了此天体。
該小行星以天文學家彼得·伯奇（Peter Birch）的妻子溫蒂（Wendy）命名。
这颗小行星的绝对星等为75.03231等。